# Felipe Ángeles

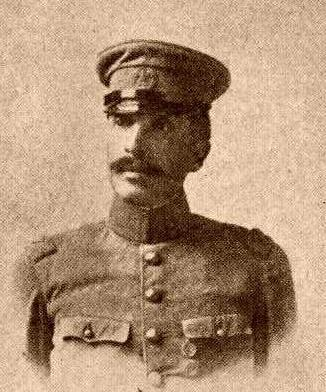
Felipe Ángeles

Felipe de Jesús Ángeles Ramírez (Zacualtipán, 13 juni 1868 – Chihuahua, 26 november 1919) was een Mexicaans militair.
Ángeles was de zoon van een kolonel die had meegevochten tijdens de Franse interventie in Mexico. Hij studeerde in Pachuca en aan de Mexicaanse Militaire Academie in Mexico-Stad. In 1908 vertrok hij als luitenant naar Frankrijk om moderne artillerie te bestuderen. Hij was in Parijs toen in 1910 de Mexicaanse Revolutie uitbrak, en kreeg geen toestemming terug te keren naar Mexico. In 1912, onder de nieuwe president Francisco I. Madero kon hij terugkeren. Madero benoemde hem tot directeur van de militaire academie van Chapultepec. Hij werd naar de staat Morelos gestuurd om daar de opstand van Emiliano Zapata de kop in te drukken. Hij verleende echter amnestie aan de rebellen, waarna het geweld verminderde.
Toen in 1913 de decena trágica, een opstand tegen Madero, uitbrak in Mexico-Stad, spoedde Ángeles zich terug naar Mexico-Stad. Daar wilde Madero hem tot hoofd van de regeringsgetrouwe troepen benoemen, maar dit werd tegengehouden door de militaire staf, omdat Ángeles nog geen generaal was. In plaats daarvan werd Victoriano Huerta tot hoofd benoemd, die tien dagen later overliep naar de rebellen en Madero afzette. Toen Madero en diens vicepresident José María Pino Suárez werden vermoord vluchtte Ángeles naar Frankrijk.
In Frankrijk kwam hij in contact met tegenstanders van Huerta, die hem overhaalden terug te keren naar Mexico. Ángeles sloot zich aan bij het constitutionele leger van Venustiano Carranza, die hem tot brigadier-generaal benoemde. Ángeles bedacht de strategie van de drievoudige aanval op Mexico-Stad: Álvaro Obregón vanuit het noordwesten, Pancho Villa vanuit het noorden en Pablo González vanuit het noordoosten. Carranza zag Ángeles echter als een aanhanger van de oude orde en wantrouwde hem. Carranza was dan ook blij toen Ángeles zich aansloot bij Pancho Villa als artilleriegeneraal. Ángeles speelde een belangrijke rol tijdens Villa's grootste successen, waaronder de slag bij Torreón en vooral de inname van Zacatecas. Ángeles stond bekend als een bijzonder zachtmoedig man. Meerdere malen wist hij Villa over te halen gevangengenomen vijanden niet te doden, en Ángeles zelf probeerde tijdens zijn veldslagen altijd zo min mogelijk slachtoffers te maken. Villa was vol bewondering voor Ángeles, en deze had dan ook een matigende invloed op hem.
Na de nederlaag van Huerta en de overwinning van de constitutionalisten viel het revolutionaire leiderschap uiteen. Ángeles koos de zijde van Villa tegen Carranza, en diende bij de conventie van Aguascalientes als vertegenwoordiger van Villa. Ángeles, een van de meest geletterde leiders van de conventionalisten, werd voorgesteld als presidentskandidaat, maar de conventie besloot Eulalio Gutiérrez tot president te benoemen. In 1915 leidde hij de succesvolle inname van Monterrey maar korte tijd later werd hij verslagen, waarna hij naar de Verenigde Staten vluchtte. Hier poogde hij mensen te verzamelen om een einde te maken aan de burgeroorlog en een coalitieregering te vormen. Na het einde van de Eerste Wereldoorlog werd hij bang dat de Verenigde Staten in Mexico zouden interveniëren als het geweld bleef aanhouden. Hij keerde terug naar Mexico maar slaagde er niet in Villa te overhalen zijn guerrillaoorlog te doen staken.
Na een mislukte aanval val Villa op Ciudad Juárez, zag hij in dat er geen einde zou komen aan het bloedvergieten, en verliet hij Villa's leger. Hij reisde een tijdje alleen rond totdat hij gearresteerd werd door Carranza's troepen. Na een showproces werd hij ter dood veroordeeld en, ondanks gratieverzoeken van de Amerikaanse regering en Sara Pérez, de weduwe van Madero, gefusilleerd.

## Luchthaven
Buiten de hoofdstad Mexico ligt het militaire vliegveld Santa Lucia. Dit vliegveld wordt uitgebreid met twee start- en landingsbanen om de bestaande hoofdluchthaven, Internationale luchthaven van Mexico-Stad, te ontlasten. De werkzaamheden zijn in april 2019 begonnen en in 2022 wordt het vliegveld voor commerciële vluchten geopend. Het vliegveld wordt omgedoopt tot Mexico City Felipe Angeles International Airport.
- Biblioteca Nacional de España: XX932251
- Bibliothèque nationale de France: cb12324572k (data)
- International Standard Name Identifier: 0000 0000 2458 1613
- Library of Congress Control Number: n84216868
- Nationale Bibliotheek van Israël: 987007462033305171
- Système universitaire de documentation: 032160984
- Virtual International Authority File: 28281688
- WorldCat: E39PBJcWBbQXGM7DVxqWcKfyVC